# 犯罪と刑罰

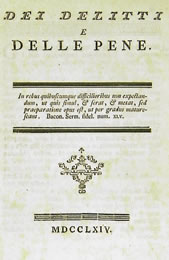
『犯罪と刑罰』標題紙

『犯罪と刑罰』（はんざいとけいばつ、伊: Dei delitti e delle pene）は、イタリアの法学者チェーザレ・ベッカリーアの主著で、1764年に発行された。
明確な刑罰によってのみ裁かれるべきである、という罪刑法定主義を主張し、フランス革命時の制度改革にも影響を与えた。社会契約論の観点から国家は国民の権利を譲渡した権利の集合体であるため、キリスト教では自殺が認められていないことにより、国家による死刑は自殺と同義であるため、禁止されるべきとした。

## 『犯罪と刑罰』の出版事情
『犯罪と刑罰』の初版は1764年7月にトスカーナのリヴォルノで匿名で出版された。これは、当時のミラノでは出版に関して聖職者の発言権が強大で、啓蒙思想の著作を公刊することが困難だったためである()。同年秋にフィレンツェで第二版が出版され、翌1765年3月に再びリヴォルノから第三版が出版された。これは初版を増補改訂した他、刊行後に行われた批判に対する反論を含んでいる。
この第三版に基づき、フランスの思想家アンドレ・モルレが1965年末に仏訳を出版した。この仏訳は、モルレの判断で作品全体の構成を組み替えたものだった。
この時点でベッカリーアは第三版の増補改訂に着手しており、増補改訂版(第五版)は、リヴォルノから1966年3月に出版された(第四版の存在は確認されていない)。第五版の増補等は「モルレ版とは異なる、ベッカリーア独自の内容と構成の最終到達点を示していると考えられる」()。
しかし、その後、ヨーロッパで広く流布したのはモルレ版及び各国語へのその重訳であり、『犯罪と刑罰』からベッカリーアの思想を読み取る際の重要な注意点となっている。

## 日本語訳
『犯罪と刑罰』の最初の完全な邦訳は、モルレ版に基づく底本を用いて、1929年に風早八十二の訳によって出版された。第五版に基づく翻訳としては、石井三記・福田真希訳(『名古屋大学法経論集』所収、2008年～2009年)、小谷眞男訳(東京大学出版会、2011年)がある。